# Palacio de Ledaal
El Palacio de Ledaal es la residencia oficial del rey de Noruega en Stavanger. 

## Historia
El edificio principal fue construido entre 1799 y 1803 por encargo de un comerciante llamado Gabriel Schanche Kielland, quien formó el nombre del edificio juntando las últimas letras de su nombre y de su mujer, Johanna Margaretha Bull. El museo de Stavanger compró el edificio en 1936; hoy es tanto un museo como residencia real y ayuntamiento.